# Vanuatu Premia Divisen
Vanuatu Premia Divisen este o competiție de fotbal din zona OFC.

## Echipele sezonului 2024
- Seveners United FC
- Tafea FC
- Tupuji Imere FC
- Westtan Broncos FC
- Yatel FC

## Foste campioane
- 1983/84: Pango Green Bird
- 1985/93: necunoscut
- 1994: Tafea FC
- 1995: Tafea FC
- 1996: Tafea FC
- 1997: Tafea FC
- 1998: Tafea FC
- 1999: Tafea FC
- 2000: Tafea FC
- 2001: Tafea FC
- 2002: Tafea FC
- 2003: Tafea FC
- 2004: Tafea FC
- 2005: Tafea FC
- 2006: Tafea FC
- 2007: Tafea FC
- 2008/09: Tafea FC
- 2009/10: Amical FC

Liga LBF
- 2002: Tupuji Imere FC

## Cupa Bred VFF
Câștigătoarea acestui turneu participă în OFC Champions League.
- 2005: Tafea FC egal Vaum FC (Tafea câștigă la penalty-uri)
- 2006-07: necunoscut
- 2008-09: Port Vila Sharks 4-0 Tafea Hornets
- 2009: Tafea FC 4-1 Vaum United